# 分離公理

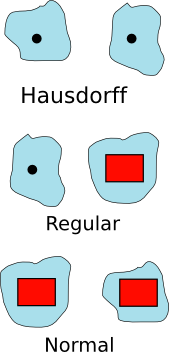
いくつかの分離公理の図示。青い領域は開集合を、赤い四角は閉集合を、黒い点は空間の点を意味する。

数学の位相空間論周辺分野において、考えたい種類の位相空間を割り出すための様々な制約条件が知られている。そういった制約のうちのいくつかが分離公理（ぶんりこうり、英: separation axioms）と呼ばれる条件によって与えられる。アンドレイ・チホノフに因んで、チホノフの分離公理とも呼ばれる。
分離公理が「公理」であるのは、位相空間に関する概念を定義するときに、これらの条件を余分な公理として追加して、位相空間がどのようなものかによってより制限された概念を得るという意味においてのみである。現代的なアプローチでは、きっぱりと位相空間を公理化してしまってから位相空間の「種類」について述べるという形になっているが、「分離公理」の語が定着している。いくつかの分離公理に "T" が付くのは「分離公理」を意味するドイツ語の Trennungsaxiom に由来する。
分離公理に関する用語の正確な意味は時とともに変化してきた。特に、古い文献を参照する際には、そこで述べられているそれぞれの条件の定義が、自分がそうだと思っている語の意味と一致しているかどうか確認しておくべきである。

## 定義

### 用語の準備
分離公理自体の定義をする前に、位相空間における分離集合（分離点）の概念の具体的な意味を与える。（分離集合は次節で定義する「分離空間」と同じ意味でない）。
分離公理は交わりを持たない集合や相異なる点を位相的な意味で区別する仕方を述べたものである。位相空間の元に対して、それらが相異なるというだけでは不十分で、それらがさらに「位相的に識別可能」であってほしいし、同様に位相空間の部分集合が交わりを持たないというだけでは不十分で、それらがさらに（いろんな意味で）「分離される」ことが望ましい。種々の分離公理があれやこれやと述べるのは、それらの点や集合がある弱い意味で識別されたり分離されたりすれば、あるより強い意味でも識別されたり分離されたりするということである。
X を位相空間とし、X の二点 x, y が位相的に識別可能 (topologically distinguishable) とは、二点が全く同じ近傍系を持たないこと（あるいは同じことだが、同じ開近傍系を持たないこと）である。これはつまり、二点のうち少なくとも一方が、他方の近傍とならないような近傍を持つ（あるいは同じことだが、一方を含み他方を含まない開集合が存在する）ことを言うものである。x と y とが位相的に識別可能な点ならば一元集合 {x} と {y} とは必ず交わりを持たない。
二点 x, y が分離される (separated) とは、二点の各々一方が他方の近傍とならない近傍を持つことを言う。これはつまり、二点の何れの一方も他方の閉包に属さないということである。より一般に、X の二つの部分集合 A と B とが分離されるとは、各々一方が他方の閉包と交わらないことを言う（閉包同士は交わるかもしれない）。二点 x, y が分離されるための必要十分条件は単元集合 {x}, {y} が分離されることである。以下、集合同士の間の条件について単元集合を考えることで、点同士あるいは点と集合の間の条件として適用することができる。
引き続き、部分集合 A と B とが、近傍で分離されるとはそれらが交わらない近傍を持つことを言い、閉近傍で分離されるとはそれらが交わりを持たない閉近傍を持つことを言う。またそれらが函数で分離されるとは、 X から実数直線 R への連続函数 f が存在して、像 f(A) が {0} に等しく、かつ f(B) が {1} に等しくできることを言う。最後に、それらが函数でちょうど分離される (precisely separated by a function) とは、X から R への連続函数 f で原像 f−1({0}) が A に等しく、かつ f−1({1}) が B に等しいようなものが存在することを言う。
これらの条件は挙げた順に従ってより強い制約になっている。例えば、任意の位相的に識別可能な二点は相異なるし、任意の分離された点は位相的に識別可能である。そして、任意の分離された集合は必ず交わらないし、二つの集合が近傍で分離されるならば分離される。他も同様である。
これらの条件の（分離公理に関する以外でのことも含めて）より詳しくは分離集合および位相的識別可能性を見よ。

### 分離公理
ここでの定義は本質的に前節の用語を用いる。
以下で用いる用語は文献によっては別の意味になっているものが多くある（分離公理の歴史に説明がある）。例えば「正規」と「T4」の意味が入れ替わっていたり、同様に「正則」と「T3」が逆だったり。また一つの概念に複数の名称がついている場合もある。しかし最初に出てきたものが最も曖昧性が小さい。分離公理のほとんどは意味は同じだが見かけの違う定義の仕方をすることがある。ここで挙げる定義は前節で定義した種々の分離の概念を用いてある程度パターンに一貫性を持たせてある。他にどのような定義の仕方が可能かは個々の項目に譲る。
以下 X はやはり位相空間とし、函数は連続であるものと仮定する。
- X が T0 あるいはコルモゴロフであるとは、X における相異なる任意の二点が位相的に識別可能であるときにいう。（これは分離公理の間での共通の主題であり、各公理に T0 を課した版と課さない版が考えられる）。
- X が R0 あるいは対称的であるとは、X における任意の位相的に識別可能な二点が分離されるときに言う。
- X が T1 あるいは到達可能またはフレシェであるとは、X における任意の相異なる二点が分離されることを言う。従って X が T1 であるための必要十分条件は X が T0 かつ R0 となることである。（この条件が満たされることを、「T1-空間」、「フレシェ位相」や 「位相空間 X がフレシェである」のようにいうことはできるけれども、これを「フレシェ空間」と呼ぶことは避けたほうがよい。フレシェ空間は函数解析学において全く別な意味で用いられる）。
- X が R1（英語版） あるいは前正則 であるとは、X における任意の位相的に識別可能な二点が近傍で分離されるときに言う。R1-空間は必ず R0 にもなる。
- X がハウスドルフ あるいは T2 若しくは分離空間であるとは、X における任意の相異なる二点が近傍で分離されることを言う。従って X がハウスドルフであるための必要十分条件は T0 かつ R1 なることである。ハウスドルフ空間は必ず T1 になる。
- X が T2½ あるいはウリゾーンであるとは、X における任意の相異なる二点が閉近傍で分離されることをいう。T2½-空間は必ずハウスドルフである。
- X が完全ハウスドルフ空間または完全 T2 であるとは、X における任意の相異なる二点が函数で分離されるときに言う。完全ハウスドルフ空間は必ず T2½ にもなる。
- X が正則（英語版） (regular) であるとは、X における任意の点 x と閉集合 F に対し、 x が F に属さないならば x と F は近傍で分離されるときに言う。（実は、正則空間においてそのような x と F とは閉近傍で分離される）。正則空間は必ず R1 である。
- X が正則ハウスドルフあるいは T3 であるとは、 T0 かつ正則であることを言う。正則ハウスドルフは必ず T2½ になる。
- X が完全正則（英語版） (completely regular) であるとは、X の任意の点 x と閉集合 F に対し x が F に属さないならば x と F とが函数で分離されることを言う。完全正則空間は必ず正則である。
- X がチホノフ（英語版）または T3½ あるいは完全 T3 若しくは完全正則ハウスドルフであるとは、T0 かつ完全正則なることを言う。チホノフ空間は必ず正則ハウスドルフであり、また必ず完全ハウスドルフである。
- X が正規（英語版） (normal) であるとは、X の交わりを持たない任意の二つの閉集合が近傍で分離されることを言う。（実は、正規空間において、交わりを持たない任意の二つの閉集合は函数で分離される。これをウリゾーンの補題（英語版）という）。
- X が正規ハウスドルフ（英語版）若しくは T4 であるとは、T1 かつ正規なることを言う。正規ハウスドルフ空間は必ずチホノフであり、また必ず正規正則である。
- X が全部分正規（英語版） (completely normal) であるとは、任意の二つの分離された集合が近傍で分離されることを言う。全部分正規空間は必ず正規である。
- X が全部分正規ハウスドルフ（英語版）若しくは T5 あるいは全部分 T4 であるとは、全部分正規かつ T1 なることを言う。全部分正規ハウスドルフ空間は必ず正規ハウスドルフになる。
- X が完全正規（英語版） (perfectly normal) であるとは、交わりを持たない任意の二つの閉集合が函数でちょうど分離されるときに言う。完全正規空間は必ず全部分正規である。
- X が完全正規ハウスドルフ（英語版）または T6 あるいは完全 T4 であるとは、完全正規かつ T1 なることを言う。完全正規ハウスドルフ空間は必ず全部分正規ハウスドルフである。

## 公理間の関係
T0-公理はある性質に加える（例えば、完全正則 + T0 がチホノフであるように）ことができるのみならず、ある性質から引く（ハウスドルフ − T0 が R1 であるように）ことが公明正大な意味を以てできるという意味で特別である（詳細はコルモゴロフ商を見よ）。分離公理を与えるとき、このことは以下の表のような関係性があることを意味する。
| T0 版                                                                                                | 非-T0 版                       |
| --- | ------------------------------ |
| T0                                                                                                   | (何も仮定しない)               |
| T1                                                                                                   | R0                             |
| ハウスドルフ (T2)                                                                                    | R1                             |
| T2½                                                                                                  | (特に名前はついていない)       |
| 完全ハウスドルフ                                                                                     | (特に名前はついていない)       |
| 正則ハウスドルフ (T3)                                                                                | 正則 (Regular)                 |
| チホノフ (T3½)                                                                                       | 完全正則 (Completely regular)  |
| 正規 T0                                                                                              | 正規 (Normal)                  |
| 正規ハウスドルフ (T4)                                                                                | 正規正則                       |
| 全部分正規 T0                                                                                        | 全部分正規 (Completely normal) |
| 全部分正規ハウスドルフ (T5)                                                                          | 全部分正規正則                 |
| 完全正規 T0                                                                                          | 完全正規 (Perfectly normal)    |
| 完全正規ハウスドルフ (T6)                                                                            | 完全正規正則                   |
| * 左側の列で括弧書きになっている名称は、一般には紛らわしいかあまり知られていないものという意味である |                                |

この表で、右側の列から左側へいくには T0 を要請すればよいし、左側の列から右側へ移るにはコルモゴロフ商をとって T0 の要請を除けばよい。（コルモゴロフ商をとれば常にT0空間になる）。
T0 を含むか含まないかという以外にも、分離公理間の関係性が以下の図式で与えられる。
この図式では、条件の非-T0 版を斜線の左、T0 版を斜線の右に書いている。文字はそれぞれの用語の省略形で、"P" = 「完全」、"C" = 「完全/全部分」、"N" = 「正規」、（添字なしの）"R" = 「正則」である。黒丸はその場所にあたる空間に特に名前がないことを意味し、一番下の横棒線は何も条件を課さないことを意味する。
二つの性質を合わせるには、図式のそれぞれの枝が交わるところまで上へ追っていけばよい。例えば、全部分正規 ("CN") かつ完全ハウスドルフ ("CT2") な空間を考えるなら、それぞれの枝を登って "•/T5" の結点へたどり着くはずである。完全ハウスドルフ空間は T0 だから（全部分正規空間のほうはどっちかわからないが）、斜線の T0 側を見ることになるので、結局全部分正規な完全ハウスドルフ空間は T5-空間（より曖昧さをなくすならば、完全正規ハウスドルフ空間）と同じ意味になる。
上の図式を見ると、正規であるという条件と R0 であるという条件は合わせてほかの性質の素になっていることがわかる。実際、この二つを組み合わせると右側の枝の多くの結点を通り抜けることができる。それらの欠点の中で正則性が最も顕著な性質であるので、正規かつ R0 な空間は「正規正則空間」と呼ばれるのが典型的である。これとある意味同様な理由で、正規かつ T1 な空間は、曖昧な "T" 記法を避ける流儀の人からは、しばしば「正規ハウスドルフ空間」と呼ばれる。こういった規約は、ほかの正則空間やハウスドルフ空間にも一般化することができる。

## その他の分離公理
位相空間に関するある種の条件の中には、分離公理の一種に数えられることもあるが、完全に通常の分離公理とみなされるわけではないようなものがある。ここでは定義のみ挙げるので、詳細は個々の項目を参照されたい。
- X が半正則（英語版） (semiregular) であるとは、その正則開集合の全体が X の開集合の基になるときにいう。任意の正則空間は半正則でもなければならない。
- X が準正則 (quasi-regular) であるとは、空でない任意の開集合 G に対して、空でない開集合 H で H の閉包が G に含まれるようなものが取れるときにいう。
- X が全体正規 (fully normal) であるとは、任意の開被覆が開星型細分（英語版）をもつことをいう。また、X が全体 T4 (fully T4) あるいは全体正規ハウスドルフ (fully normal Hausdorff) であるとは、それが T1 かつ全体正規であることをいう。任意の全体正規空間は正規であり、任意の全体 T4 空間は T4 である。さらには、任意の全体 T4 空間がパラコンパクトであることが示せる。実は、全体正規空間というのは、通常の分離公理に関するというよりは、実際にはパラコンパクト性のほうに関係した概念である。
- X が穏健（英語版） (sober) であるとは、より小さな閉集合の和（非交和でなくともよい）に表されることのない任意の閉集合 C に対して、ただ一つの点 p が存在して、一点集合 {p} の閉包が C に一致するとき、より手短に述べれば、任意の既約閉集合が唯一の生成点を持つときにいう。任意のハウスドルフ空間は穏健であり、また任意の穏健空間は T0 になる。